# 堤三樹男
堤 三樹男（つつみ みきお、1886年（明治19年）12月4日 - 1975年（昭和50年）1月12日）は、大日本帝国陸軍軍人。最終階級は陸軍中将。

## 経歴
1886年（明治19年）に宮崎県で生まれた。陸軍士官学校第22期卒業。1936年（昭和11年）に歩兵第77連隊国境守備隊長に就任し、1937年（昭和12年）8月陸軍歩兵大佐に進級。9月には留守第10師団司令部附、1938年（昭和13年）に歩兵第39連隊補充隊長を経て、1939年（昭和14年）に歩兵第63連隊長に就任した。
1941年（昭和16年）に陸軍少将に進級し、独立混成第11旅団長に就任。日中戦争に出動し、揚子江右岸下流の警備に当たり、江南作戦、蘇北作戦、広徳作戦を連戦。1942年（昭和17年）に歩兵第55旅団長に転じ、1944年（昭和19年）3月に留守第51師団兵務部長、4月に第81師団兵務部長、6月19日に第31軍司令部附、6月26日に参謀本部附を歴任。6月27日に陸軍中将に進級し、第68師団長に親補される。終戦時は衡陽にあった。
1948年（昭和23年）1月31日、公職追放仮指定を受けた。